# Näversjön, Småland
Näversjön är en sjö i Växjö kommun i Småland och ingår i Mörrumsåns huvudavrinningsområde. Sjön har en area på 0,343 kvadratkilometer och ligger 213 meter över havet. Sjön avvattnas av vattendraget Rävabäcken.

## Delavrinningsområde
Näversjön ingår i det delavrinningsområde (633994-144170) som SMHI kallar för Utloppet av Näversjön. Medelhöjden är 235 meter över havet och ytan är 1,94 kvadratkilometer. Det finns ett avrinningsområde uppströms, och räknas det in blir den ackumulerade arean 15,08 kvadratkilometer. Rävabäcken som avvattnar avrinningsområdet har biflödesordning 3, vilket innebär att vattnet flödar genom totalt 3 vattendrag innan det når havet efter 148 kilometer. Avrinningsområdet består mestadels av skog (77 procent). Avrinningsområdet har 0,34 kvadratkilometer vattenytor vilket ger det en sjöprocent på 17,7 procent.